# Hornssjön
Hornssjön, Hornsjön eller Hornsviken är en sjö i Borgholms kommun på Öland och ingår i Ölands huvudavrinningsområde. Sjön är 4 meter djup, har en yta på 2,04 kvadratkilometer och är belägen omkring 400 m från havet. Sjön är ursprungligen en havsvik som snörts av på grund av den naturliga landhöjningen. Under 1900-talet har en sänkning av sjön genomförts. Hornssjön ligger i Horns Kungsgård Natura 2000-område.

## Delavrinningsområde
Hornssjön ingår i det delavrinningsområde (634043-156909) som SMHI kallar för Utloppet av Hornsviken. Medelhöjden är 6 meter över havet och ytan är 18,51 kvadratkilometer. Det finns ett avrinningsområde uppströms, och räknas det in blir den ackumulerade arean 37,98 kvadratkilometer. Avrinningsområdets utflöde mynnar i havet. Avrinningsområdet består mestadels av skog (19 %), öppen mark (15 %) och jordbruk (56 %). Avrinningsområdet har 2,01 kvadratkilometer vattenytor vilket ger det en sjöprocent på 5,3 %. Bebyggelsen i området täcker en yta av 0,53 kvadratkilometer eller 1 % av avrinningsområdet.

## Galleri

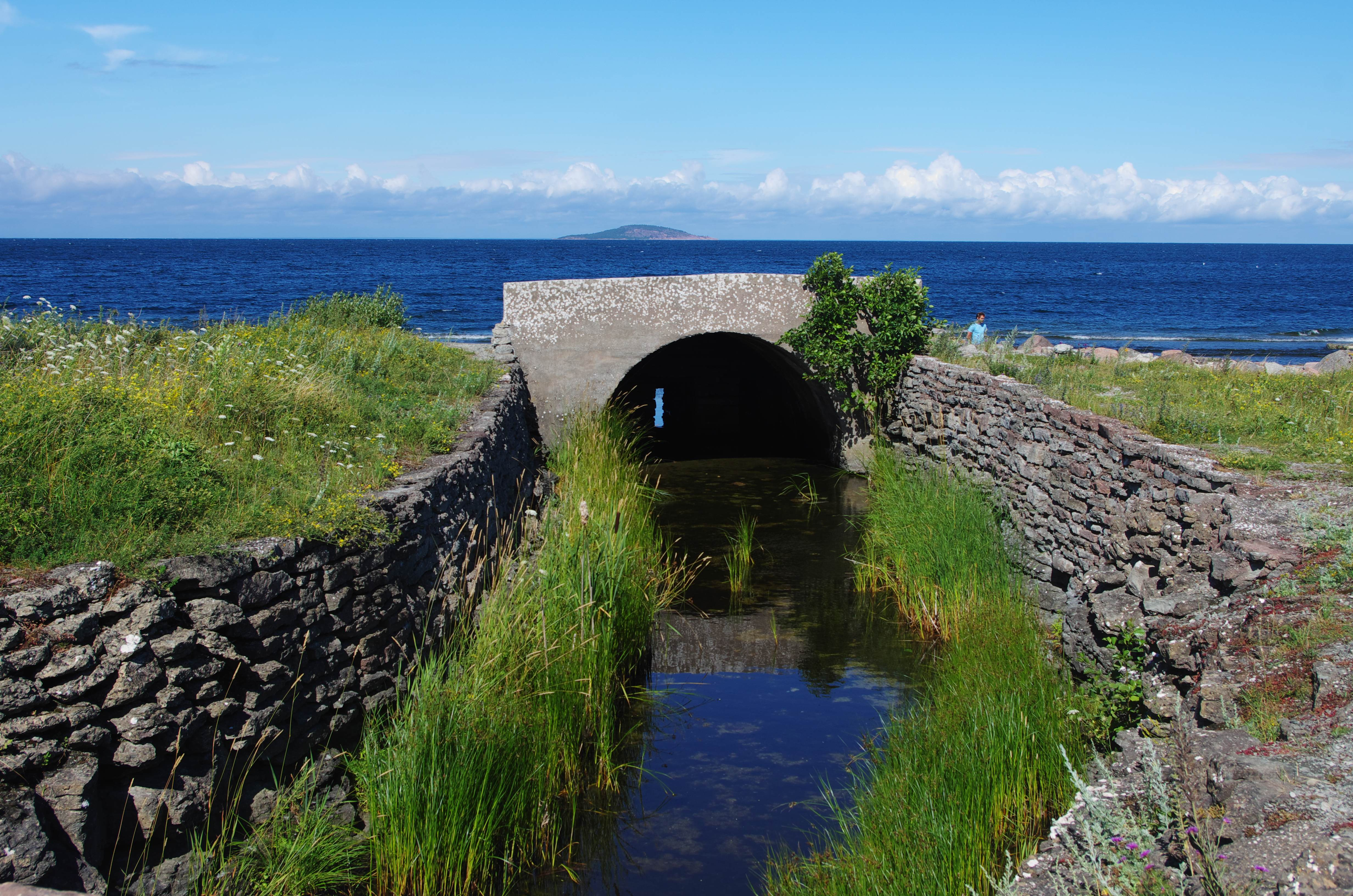
Sjöns utflöde i nordväst. I fjärran skymtar Blå Jungfrun.